# Euasteron carnarvon
Euasteron carnarvon är en spindelart som beskrevs av Baehr 2003. Euasteron carnarvon ingår i släktet Euasteron och familjen Zodariidae.
Artens utbredningsområde är Western Australia. Inga underarter finns listade i Catalogue of Life.